# Антоний (Черемисов)
Митрополи́т Анто́ний (в миру Ива́н Ива́нович Череми́сов; род. 17 ноября 1939, Терновка, Терновский район, Воронежская область) — архиерей Русской православной церкви на покое, бывший митрополит Орловский и Болховский.

## Биография
Родился 17 ноября 1939 года в станице Терновке Воронежской области в семье рабочего. В 1946 году вместе с родителями переехал в Вильнюс, окончил восьмилетнюю среднюю школу, поступил в музыкальный техникум. Служил алтарником, пел на клиросе в Свято-Духовом монастыре в Вильнюсе.
В 1957 году поступил в Минскую духовную семинарию. В 1958—1962 годы служил в советской армии. Не смог восстановиться в Минскую духовную семинарию, так как власти запретили приём в неё студентов. В 1965 году поступил в Московскую духовную семинарию, которую окончил в 1968 году и поступил в Московскую духовную академию.
7 апреля 1971 года в Покровском храме МДА епископом Дмитровским Филаретом (Вахромеевым) был пострижен в монашество с именем Антоний. 14 апреля 1971 года рукоположён во иеродиакона. 4 ноября 1972 года рукоположён во иеромонаха.
В 1972 году окончил Московскую духовную академию со степенью кандидата богословия по кафедре Священного Писания Нового Завета за сочинение «Профессор Н. Н. Глубоковский и его труд „Благовестие святого апостола Павла по его происхождению и существу“». Поступил в аспирантуру МДА и одновременно работал в Отделе внешних церковных сношений в качестве личного секретаря председателя ОВЦС митрополита Ювеналия (Пояркова). В 1973—1975 годы стажировался в Экуменическом институте Боссэ в Швейцарии.
В 1975—1979 годах — благочинный Свято-Духова монастыря в Вильнюсе. В 1979—1982 годах — настоятель Благовещенского собора в Каунасе и благочинный храмов Каунасского благочиния. 8 апреля 1979 году епископом Виленским Викторином (Беляевым) был возведён в сан игумена.
С 1982 по январь 1985 года — заместителем настоятеля Патриаршего подворья в Токио (Япония).
В ноябре 1986 года указом Патриарха Пимена назначен благочинным Свято-Данилова монастыря в Москве. 24 марта 1987 года митрополитом Херсонским Сергием (Петровым) возведён в сан архимандрита.

### Архиерейство
10 апреля 1989 года решением Священного синода РПЦ определено быть епископом Виленским и Литовским.
21 апреля 1989 года в Троицком соборе Данилова монастыря в Москве наречён во епископа Виленского и Литовского. Наречение совершили: митрополит Крутицкий и Коломенский Ювеналий (Поярков), архиепископ Тульский и Белёвский Максим (Кроха), архиепископ Владимирский и Суздальский Валентин (Мищук), архиепископ Зарайский Алексий (Кутепов) и епископ Можайский Григорий (Чирков). 22 апреля 1989 года там же тем же архиереями хиротонисан во епископа Виленского и Литовского.
25 января 1990 года переведён епископом Тобольским и Тюменским (кафедра воссоздана). С 20 июля того же года назначен епископом Красноярским и Енисейским. 19 февраля 1999 года возведён в сан архиепископа.
С 17 июля по 29 декабря 1999 года временно управлял Абаканской и Кызылской епархией.
Решением Священного синода от 30 мая 2011 года (журнал № 44) в связи с образованием Енисейской епархии присвоен титул Красноярский и Ачинский.
5 октября 2011 года назначен архиепископом Орловским и Ливенским.
Решением Священного синода от 25 июля 2014 года в связи с образованием Орловской митрополии титул архиепископа изменён на Орловский и Болховский. 28 августа 2014 года в Успенском соборе Московского Кремля возведён в сан митрополита.
26 февраля 2019 года решением Священного синода почислен на покой с выражением благодарности за многолетнее архипастырское служение. Местом пребывания на покое определён город Орёл.
13 апреля того же года, встречая нового правящего архиерея Орловской епархии архиепископа Тихона (Доровских), отмечал: «Вспоминая свое служение здесь в течение семи лет, хочу сказать, что я уверился в своем представлении о том, что здесь живут прекрасные православные люди».

## Публикации
статьи
- Святые Виленские мученики Антоний, Иоанн и Евстафий — исповедники Православия в Литве // Журнал Московской Патриархии. 1977. — № 3. — С. 63-68.
- Насущная проблема (Et Cathedra). // Духовные школы Красноярско-Енисейской епархии. 1996. Вып. 2. — С. 4-5.
- Божественная истина не делима // «Воскресная школа». 2001. — № 28
- Сотериологическая сущность Божественной литургии: Богословская лекция. // Журнал Красноярско-Енисейской епархии. Красноярск, 2001. [Вып. 2]. — С. 4-15.
- Сотериологическая сущность Божественной литургии: Богословская лекция. Часть 2: Синопсис Божественной литургии. // Там же. 2002. [Вып. 3]. — С. 4-13.
- Под благодатным Покровом // Православное слово Сибири. 2002. — № 9-10. — С. 3.
- Высота духа должна служить людям // Дни культуры и духовности Сербии и Черногории в Красноярске: Программа. — Красноярск: Культурн. центр «Красноярское Воскресение», 2005. — С. 4.
- Глобализация. Тезисы Джорджа Сороса и неадекватность их восприятия для мировых сообществ: Выступление на Международном научно-экономическом симп. по теме «Экономическая уния (союз) стран Восточной и Юго-Западной Европы в условиях глобализации», состоявшемся 26-27 мая 2005 г. в Белграде // Православное слово Сибири. Красноярск, 2005. — № 11. — С. 10-11; № 12. — С. 10-11.
- За живой водой. Отдание праздника Богоявления: Слово архипастыря, произнесенное 14/27 января с.г. в Свято-Покровском кафедральном соборе г. Красноярска // Православное слово Сибири. 2002. — № 2-3. — С. 24-25.
- «…и увидим правду Его» (Мих. 7:9): Слово при освящении храма св. Матроны Московской в Канской детской воспитательной колонии 5/23 сент. 2005 г. // Православное слово Сибири. 2005. — № 9. — С. 6
- История святого апостола Павла: Лекции, прочитанные студентам ВБПК в 1996—1997 гг. // Духовные школы Красноярско-Енисейской епархии. 1996. — Вып. 4. — С. 20-22; 1999. — Вып. 5. — С. 23-25; 2000. — Вып. 6. — С. 15-16.
- К 15-летию детско-юношеского духовного хора «София» // Красноярскому муниципальному детско-юношескому духовному хору «София» — 15 лет. — Красноярск: 2006. — С. 2.
- К организаторам и участникам Международной фотовыставки «Сербия, 25-й кадр…». // «Сербия, 25-й кадр…». Красноярск: Пресс-служба Красноярской епархии: Культур. центр «Красноярское Воскресение», 2003. — С. 2.
- Наследие Православия: Слово за богослужением в неделю Торжества Православия 7/20 марта 2005 г. // Православное слово Сибири. Красноярск. 2005. — № 3. — С. 4-5.
- Нравственное воспитание молодежи: Доклад, прочитанный на заседании IV съезда Сибирского народного собора, состоявшемся 19-20 февраля 2004 г. в г. Красноярске // Православное слово Сибири. 2004. — № 2. — С. 4-5.
- Обращение к участникам V Красноярских краевых образовательных Рождественских чтений в день их открытия 12 января 2004 года. // Пятые Рождественские образовательные чтения в Красноярске: Сб. материалов. — Красноярск: Епархиальный отд. по религиозному образованию и катехизации, 2004. — С. 3-6.
- Слово, произнесенное в день празднования Радоницы 7/20 апреля 2004 г. в храме-часовне прп. Даниила Ачинского г. Красноярска. // Православное слово Сибири. 2004. — № 4. — С. 3.
- Слово, произнесенное в день Попразднства Богоявления и Собора Предтечи и Крестителя Господня Иоанна в Св.-Иоанно-Предтеченском храме г. Красноярска 20 января 2003 г. // Православное слово Сибири. 2003. — № 2. — С. 3.
- Слово архипастыря // Православное слово. Красноярск: 2001. — Авг.-сент. — С. 3.
- Слово архипастыря, произнесенное 8 января с.г. в Свято-Благовещенском монастыре г. Красноярска // Православное слово Сибири. 2002. — № 2-3. — С. 5.
- Слово архипастыря, произнесенное 15 января с.г. в храме прп. Серафима Саровского в г. Зеленогорске // Православное слово Сибири. 2002. — № 2-3. — С. 6-7.
- Слово на открытии Красноярских краевых Рождественских чтений. // Рождественские образовательные чтения в Красноярске: Выст. и докл. Красноярск: Б.и., 2003 г. — С. 5-11.
- Слово произнесенное в праздник Усекновения Главы Иоанна Предтечи 29 августа / 11 сентября 2003 г. в Свято-Покровском кафедральном соборе г. Красноярска // Православное слово Сибири. 2003. — № 8. — С. 4-5.
- Слово, произнесенное в Свято-Покровском кафедральном соборе г. Красноярска в Прощеное воскресение 24/9 марта 2003 г. // Православное слово Сибири. 2003. — № 4. — С. 2-3.
- Слово, произнесенное в Свято-Трехсвятительском храме г. Красноярска 30/12 февраля 2003 г. // Православное слово Сибири. 2003. — № 3. — С. 2-3.
- Слово, произнесенное в день Святой Троицы 17/30 мая 2004 г. от Р. Х. в Св.-Троицком соборе г. Красноярска // Православное слово Сибири. 2004. — № 5. — С. 4-5.
- Три рождения человеческих: Гражданская проповедь 1993 года // Выбор судьбы: Современная Россия глазами русских архиереев. СПб.: Царское дело, 1996. — С. 195—198
  - Три рождения человеческих: Гражданская проповедь 1993 года // Советская Россия. 1993. 9 сент. (Русь Православная; № 6.).
- Главное в жизни — служение Церкви Христовой: Интервью / Православное слово Сибири. — Красноярск: 2004. — № 10-11. — С. 14-15.
- [Христос Воскресе!] // VII Пасхальный фестиваль искусств и благотворительности в Красноярске, 2004. — Красноярск: Красноярский общественный православный фонд, 2004. — С. 2.

книги
- Архиепископ Антоний. Выбор судьбы : юбилейное изд. [Сб. статей и материалов]. Красноярск: Изд. центр «Красноярское Воскресение», 2004.
- Возрожденная епархия: Ист.-публ. и лит.-худож. альманах. Вып. 1 / Гл. ред. Архиепископ Красноярский и Енисейский Антоний. Красноярск: Медиа-центр «Православное слово Сибири», 2005.
- О канонизации исповедника и подвижника Енисейской земли старца Даниила Ачинского (Даниила Корнеевича Делиенко, 1784—1843) в лике местночтимых сибирских святых. О канонизации архиепископа Луки (Войно-Ясенецкого, 1877—1961) в лике местночтимых сибирских святых, в красноярской земле просиявшего. Красноярск: Буква, 1999.
- Пасхальное послание честным пастырям, братии и сестрам святых обителей. Красноярск: Изд. центр «Красноярское Воскресение», 2003.
- Пасхальное послание Всечестной пастве Красноярского края, Таймыра и Эвенкии. — Красноярск: Красноярское воскресение, 2004.
- Пасхальное послание Всечестной пастве Красноярского края, Таймыра и Эвенкии. — Красноярск: Красноярское Воскресение: Центр по изд. деятельности и спецпроектам Красноярской епархии, 2005.
  - Пасхальное послание Всечестной пастве Красноярского края, Таймыра и Эвенкии // Возрожденная епархия: Ист.-публ. и лит.-худож. альманах. Вып. 1. — Красноярск: Медиа-центр «Православное слово Сибири», 2005.
- Проф. Н. Н. Глубоковский и его труд «Благовестие св. ап. Павла по его происхождению и существу»: Дис. канд. богословия. / Моск. духовн. акад. Загорск, 1972. [рукоп.].
- Рождественское послание честным пастырям, братии и сестрам святых обителей. — Красноярск: Изд. центр «Красноярское Воскресение», 2002/2003.
- Рождественское послание Всечестной пастве Красноярского края, Таймыра и Эвенкии. — Красноярск: Красноярское Воскресение: Пресс-служба Красноярск. епархии, 2003/2004.
- Рождественское послание Всечестной пастве Красноярского края, Таймыра и Эвенкии. — Красноярск: Центр по изд. деятельности и спецпроектам Красноярской епархии, 2004/2005.
- Рождественское послание Всечестной пастве Красноярского края, Таймыра и Эвенкии. — Красноярск: Красноярск. Воскресение: Центр по издательской деятельности и спецпроектам Красноярско-Енисейской епархии, 2005/2006.

## Награды

### Светские
- Орден «За заслуги перед Отечеством» III степени (9 сентября 2019 года) — за большой вклад в развитие духовных и культурных связей, активную просветительскую деятельность[13]
- Орден «За заслуги перед Отечеством» IV степени (16 июня 2010 года) — за большой вклад в развитие духовно-нравственных традиций и активную просветительскую деятельность[14][15]
- Орден Почёта (8 июня 2005 года) — за заслуги в развитии духовных и культурных традиций[16]
- Орден Дружбы (22 декабря 1999 года) — за заслуги перед государством, многолетний добросовестный труд и большой вклад в укрепление дружбы и сотрудничества между народами[17]
- медаль Федеральной службы Государственной статистики (2008)[18]

### Церковные
- Орден святого преподобного Серафима Саровского I степени (2014 год)[19]
- Орден святителя Алексия митрополита Московского и всея Руси II степени (2009 год)[20]
- Орден преподобного Сергия Радонежского II степени (1989 год)
- Орден святого благоверного князя Даниила Московского II степени (1999 год)
- Орден святого преподобного Серафима Саровского II степени (2007 год)[21]
- Орден святителя Иннокентия, митрополита Московского и Коломенского II степени (2004 год)
- Крест и медаль св. ап. Иоанна Богослова Элладской Православной Церкви